# 周嘉镇
周嘉镇，是中华人民共和国重庆市垫江县下辖的一个乡镇级行政单位。

## 行政区划
周嘉镇下辖以下地区：
群益社区、中合村、胜利村、爱国村、梨子村、前丰村、玉皇村、建国村、自生村、勤劳村、响水村、飞龙村、檀树村、均田村、骑龙村和雨山村。